# Appleby-in-Westmorland
Appleby-in-Westmorland er en by i Eden distriktet, Cumbria, England, med et indbyggertal (pr. 2015) på 3.001. Byen ligger 376.9 km fra London.